# Estella
|  | Per a altres significats, vegeu «Estella (desambiguació)». |

Estella (idem en castellà) o Lizarra (idem en basc, oficialment Estella-Lizarra, forma aprovada en català per l'IEC) és un municipi de Navarra, a la comarca d'Estella Oriental, dins la merindad d'Estella. Forma part de la mancomunitat de Montejurra. Limita al nord amb Deierri i Allín, al sud amb Aberin, a l'est amb Villatuerta i a l'oest amb Ayegui.

## Etimologia
El seu nom oficial és Estella ("estel") en castellà i Lizarra ("terra de freixes") en èuscar. Antigament el poblat rebia el nom de Lizarra, fins a la creació de la ciutat en 1076. Sovint a la col·lecció diplomàtica del Monestir d'Iratxe apareixen referències a aquest poblat anomenat, segons els casos, Leizarrara, Lizarrara, Liçarrara, Lizarara, Liçarra i Lizarra. El topònim, inequívocament en llengua basca, en algunes ocasions s'ha interpretat com a ilizar, que vol dir "ciutat antiga" i, també, com a elizar, que vol dir "església antiga". No obstant això, sembla més probable l'etimologia lizar, que vol dir "freixe" en èuscar, per l'abundància d'aquest tipus d'arbre a les vores del riu Ega.
El nom d'Estella procedeix de stella (estel), i s'estableix en el moment de la fundació de la ciutat pel Rei de Navarra Sanxo Ramírez, com a punt d'atenció per al peregrí al seu pas pel tram navarrès del Camí de Sant Jaume (Campus Stellae). Hi ha diverses referències a la denominació de l'izarra, portada per habitants d'origen franc, i que pot també donar origen a aquest nom. Aquest terme "izar" o "izarra" en èuscar també es tradueix en català com a "estel". De fet, la presència d'un estel de vuit puntes en els monuments de la ciutat es remunta al seu estadi fundacional, punt que sembla fer testimoni d'aquesta etimologia. L'estel ha romàs fins a l'actualitat com a senyal distintiu de la ciutat.

## Barris
Rocamador, San Pedro, San Miguel, San Juán, Remontival, Plaza de Toros y Yerri, Zaldu, El Puy, El Volante, Zalatambor, Lizarra, Navarrería, Calle Mayor, Valdelobos, Pza. Santiago, San Benito, Sector-B, Merkatondoa, San Cristóbal i Fuente de la Salud.

## Demografia
| Evolució demogràfica                                       | Evolució demogràfica | Evolució demogràfica | Evolució demogràfica | Evolució demogràfica | Evolució demogràfica | Evolució demogràfica | Evolució demogràfica | Evolució demogràfica | Evolució demogràfica | Evolució demogràfica |
| 1996                                                       | 1998                 | 1999                 | 2000                 | 2001                 | 2002                 | 2003                 | 2004                 | 2005                 | 2006                 | 2007                 |
| ---------------------------------------------------------- | -------------------- | -------------------- | -------------------- | -------------------- | -------------------- | -------------------- | -------------------- | -------------------- | -------------------- | -------------------- |
| 12 552                                                     | 12 535               | 12 607               | 12 683               | 12 887               | 13 150               | 13 449               | 13 439               | 13 708               | 13 892               | 13931                |
| Fonts: Estella-Lizarra i Institut d'Estadística de Navarra |                      |                      |                      |                      |                      |                      |                      |                      |                      |                      |

## Llocs d'interès
- Església de Sant Pere de la Rúa
- Església de Sant Pere de Lizarra
- Església de Sant Miquel
- Església del Sant Sepulcre

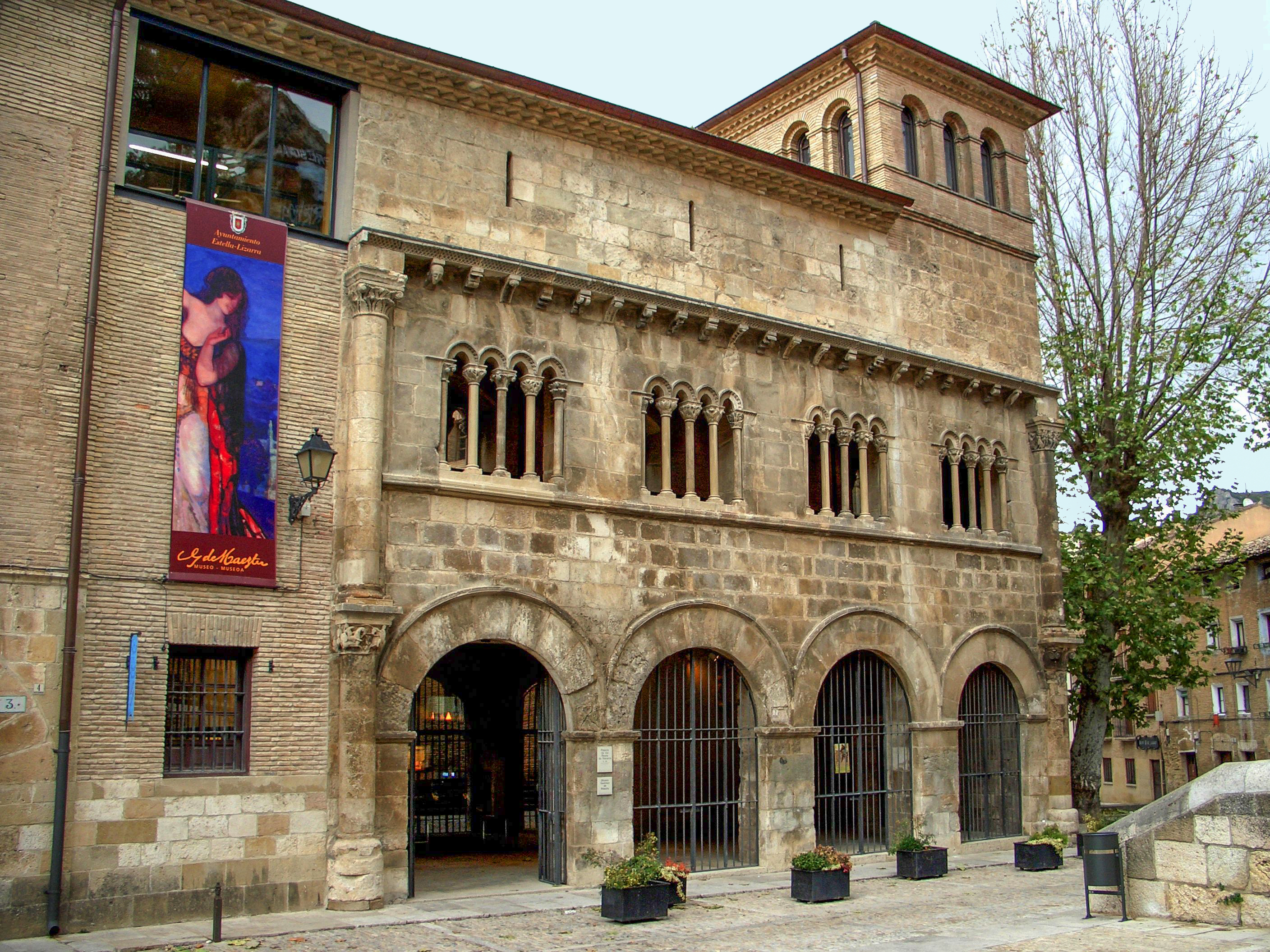
Palau dels reis de Navarra

- Basílica de Nostra Senyora del Puy
- Castell de Zalatambor
- Palau dels reis de Navarra
- Palau de Justícia
- Museu del carlisme

## Administració
| 2020      | Koldo Leoz                   | Euskal Herria Bildu |
| 2019-2020 | Gonzalo Fuentes              | Navarra Suma        |
| 2015-2019 | Koldo Leoz                   | Euskal Herria Bildu |
| 2011-2015 | Begoña Ganuza Bernaola       | UPN-PP              |
| 2007-2011 | Begoña Ganuza Bernaola       | UPN-PP              |
| 2003-2007 | María José Fernández Aguerri | PSN-PSOE            |
| 1999-2003 | María José Bozal Bozal       | UPN-PP              |
| 1995-1999 | José Luis Castejón Garrués   | PSN-PSOE            |
| 1991-1995 | José Luis Castejón Garrués   | PSN-PSOE            |

## Personatges cèlebres
- Miguel de Eguía (1495-1544) — Editor.
- Adolfo Eraso (1834) — Hidròleg i geòleg.
- Manuel de Irujo (1891-1981) — Polític nacionalista basc. Diputat, Ministre de la Segona República Espanyola, Parlamentari Foral i Senador.
- Julio Ruiz de Alda (1897-1936) — Aviador del Plus Ultra. Polític espanyol, un dels fundadors de la Falange Española.
- Juan Arza (1923) — Futbolista.
- Javier Urra (1957) — Primer Defensor del Menor de la Comunitat de Madrid.
- Pablo Hermoso de Mendoza (1966) — Rejoneador.
- Francisco Marco (1978) — Torero.
- Pedro Martínez de Eulate (1979) — Pilotari
- Patxi Ruiz Giménez (1980) — Pilotari
- Hilario Olazarán de Estella (1894-1973) - compositor, organista, professor de piano i religiós caputxí.

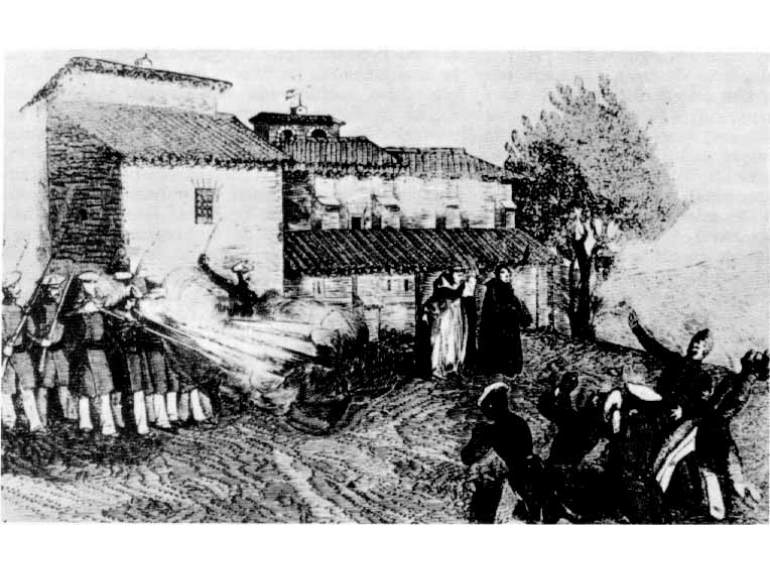
Gravat dels afusellaments d'Estella

## Afusellaments de carlins
- El 18 de febrer de 1839, durant la Primera Guerra Carlina el general carlí Rafael Maroto, afusellà en aquesta localitat els generals carlins rebels Juan Antonio Guergué, Francisco García i Pablo Sanz y Baeza, el brigadier Teodoro Carmona, Luis Antonio Ibáñez i l'intendent Francisco Javier Uriz.[2]